# Mackók, vigyázzatok!
A Mackók, vigyázzatok! 1984-ben bemutatott magyar bábfilm, amely egy oktatási célokra készült ismeretterjesztő film. A forgatókönyvet Nepp József írta, rendezője Foky Ottó, zenéjét Pethő Zsolt szerezte. A rövidfilmet a Pannónia Filmstúdió készítette.

## Ismertető
Okos tanácsok arra, hogyan éljen egy mackó születésétől öregkoráig.

## Alkotók
- Tudós medve hangja: Bodrogi Gyula
- Rendezte: Foky Ottó
- Írta: Nepp József
- Zenéjét szerezte: Pethő Zsolt
- Operatőr: Bayer Ottmár
- Hangmérnök: Nyerges András Imre
- Vágó: Czipauer János
- Kísérőszöveg: Boncz Géza
- Gyártásvezető: Dreilinger Zsuzsa

Készítette a Pannónia Filmstúdió.